# Ixonema sordidum
Ixonema sordidum är en rundmaskart som beskrevs av Lorenzen 1971. Ixonema sordidum ingår i släktet Ixonema och familjen Desmodoridae. Inga underarter finns listade i Catalogue of Life.